# L'oro
L'oro è un'opera di Ildebrando Pizzetti su libretto proprio. Fu rappresentata per la prima volta al Teatro alla Scala di Milano il 2 gennaio 1947.
Con L'oro Pizzetti abbandona i temi mitologici, storici e religiosi dei lavori precedenti e tenta un'analisi delle sventure a cui può condurre la smania di ricchezza, creando un proprio libretto in un ambiente realistico ma del tutto inventato. Musicalmente, il compositore resta fedele al suo stile: ampio uso del declamato e di materiale tematico, con pochi brani più vicini al tradizionale pezzo chiuso impiegati per evidenziare episodi specifici. «L'oro è rappresentazione concreta di stati d'animo, individuali o collettivi, e l'emozione e la poesia sono l'ideale dell'artista; l'orchestrazione è eloquio spiegato, con evidente finalità drammatica»

## Interpreti della prima rappresentazione
| Personaggio       | Interprete         |
| ----------------- | ------------------ |
| Giovanni de' Neri | Antonio Annaloro   |
| Cristina          | Mercedes Fortunati |
| Nonno Innocenzo   | Cesare Siepi       |
| Martino           | Eraldo Coda        |
| Lazzaro           | Italo Tajo         |
| Silvestro Riccio  | Ugo Savarese       |
| Antonio d'Albinea | Giuseppe Modesti   |
| Pietro il Grosso  | Enrico Campi       |
| Il Dottore        | Carmelo Maugeri    |
| Il Calvo          | Giuseppe Nessi     |

Direttore: Ildebrando Pizzetti.

Scenografo: Mario Vellani Marchi.

Regista: Alessandro Sanine.

## Trama
La vicenda ha luogo in un paese detto Carpineta, in un tempo indefinito («Oggi o ieri, o in un passato anche più lontano e imprecisabile»).

### Atto I
Giovanni è l'ultimo discendente di una famiglia che ha sempre retto le sorti di Carpineta. Ha sposato una donna straniera, Cristina, da cui ha avuto un unico figlio muto. Giovanni intende ammodernare la vita di Carpineta, realizzando industrie e canali in modo che il sostentamento della popolazione non venga più solo dall'agricoltura. Questo crea malumori in una parte degli abitanti, che si accrescono quando si verifica un'inondazione causata anche dal malfunzionamento di una delle opere che si stanno costruendo, e vi sono vittime. Il malcontento scompare all'improvviso quando un servo di Giovanni annuncia di avere trovato dell'oro tra i detriti portati dall'inondazione.

### Atto II
Si cerca il giacimento dell'oro ma non si riesce a trovarlo. In realtà lo ha rinvenuto Giovanni, in una grande grotta dove per accedere al minerale prezioso bisognerebbe fare esplodere una parte di una montagna, rischiando di far crollare tutto. Giovanni ha paura di rivelare la sua scoperta, temendo anche per la cupidigia che tanto oro creerebbe tra i concittadini, che però cominciano a sospettare di lui credendo che voglia tenere per sé le ricchezze. La situazione viene risolta drammaticamente da Cristina, che non vista si introduce nella grotta, di cui Giovanni le aveva parlato, e la fa esplodere, impedendo così a tutti l'accesso all'oro che contiene.

### Atto III
Giovanni, disperato per la perdita della moglie, e gli abitanti di Carpineta hanno ormai deciso di abbandonare i sogni di ricchezza e progettano di continuare con le innovazioni introdotte da Giovanni. All'improvviso riappare Cristina, che l'esplosione aveva scagliata fuori dalla grotta. La donna è morente per le ferite: fa appena in tempo a sentire il proprio figlio, travolto dall'emozione, emettere per la prima volta la parola "mamma" e a raccomandare a Giovanni di non abbandonare il prezioso lavoro dei campi, poi spira.